# The Gaze
The Gaze — українське державне інформаційно-розважальне ЗМІ англійського іномовлення, запущене ДП «МПІУ» 2 червня 2023 року. Джерелом фінансування є бюджетні кошти під розпорядженням Міністерства культури та інформаційної політики України.

## Історія
2 червня 2023 Міністр МКІП Олександр Ткаченко оголосив про те, що Державне підприємство «Мультимедійна платформа іномовлення України» запускає англомовний канал іномовлення з метою ознайомлення західної аудиторії з «феноменом країн нової Європи та України як її складової, з її людьми, історією, природою, культурою, політикою, економікою та впливом на глобальне майбутнє».
Генеральна директорка ДП «МПІУ» Юлія Островська сказала, що робота над створенням цього медіа велась з минулого року. Вебсайт ЗМІ було розроблено українською компанією Kitsoft.
30 вересня 2023 NGL.media опублікували розслідування, де заявляли, що ЗМІ ніхто не читає і не дивиться, особливо оригінальних матеріалів не випускають, при цьому фінансування вже склало 60 млн грн, також вони припустили, що витрати будуть зростати.
2 жовтня 2023 на платформах FREEДОМ та «Дім» ДП «МПІУ» опублікували коментар, де зазначили, що матеріал NGL.media містить «низку неточностей, які завдають підприємству репутаційних збитків і вводять в оману громадськість, зокрема формують неправдиве розуміння структури, задач і механізмів роботи інституту українського державного іномовлення». Зокрема, вони зазначили, що витрачено тільки 41 млн грн, і не за 4 місяці мовлення, а починаючи з грудня 2022 року, тобто за 10 місяців. 4 жовтня Катерина Родак, яка брала участь у розслідувані NGL.media в ефірі Громадського радіо сказала: «Відповідь, яка вийшла стосовно неточностей у нашій публікації, насправді трошечки маніпулятивна. Те, що вони називають «неточностями», насправді у нас доволі детально описане» та відповіла, що 60 млн дійсно витрачено не за 4 місяці, ним передував підготовчий етап, але саме стільки працює це ЗМІ.

## Наповнення
Проєкт складається з текстової частини (новини та аналітика) та відеоплатформи. Станом на жовтень 2023 року на Youtube-каналі публікується 7 програм, з них 4 програми виробництва ТОВ «Маркер Медіа»: лялькове шоу «Hidden Angle» (скор. HA; укр. Прихований кут), суспільно-політична програма «Talk For More» (укр. Розмови для/про більш(е/ого)), кулінарне шоу «Chefs Next Door» (укр. Шеф-кухарі по сусідству) і гумористичне шоу «European Edge» (укр. Європейський кордон) та ще 3 програми виробництва ФОП Кисілевича Дмитра Петровича, ФОП Круль Максима Юрійовича і «1+1 Продакшн» на історичну тематику: «History», (укр. Історія) «Shunned History» (укр. Відкинута історія) і «The power of reason» (укр. Сила розуму). За інформацією NGL.media, найдорожче у виробництві кулінарне шоу, на 1 випуск витрачається 261 тис. грн.
Колишній державний секретар МКІП Артем Біденко, позначив, що консультує ДП «МПІУ» щодо розвитку іномовлення, та розказав, що розважальні шоу необхідні для привернення уваги європейських глядачів. Також він заявив: «про Україну прості британці особливо не хочуть читати. Але загалом їм цікаво про Східну Європу — так показали фокус-групи. Якщо ми будемо обережно вплітати туди український наратив — він матиме більше шансів».

## Аудиторія
Youtube-канал The Gaze станом на 30 вересня 2023 мав 6,55 тис. підписників та менш як 2,8 млн переглядів.
У письмовій відповіді ДП «МПІУ» навели 5 країн за переглядами матеріалу виготовленому для The Gaze, але опубліковану на Youtube-каналі UATV.English: США — 28,1%, Велика Британія — 12,7%, Канада — 8%, Австралія — 4,8%, Німеччина — 4,7%.
У розслідуванні NGL.media заявили, що сайт The Gaze має 65 тис. візитів, також вони привели такі дані для порівняння: «англомовна версія „Укрінформу“, яка також фінансується з державного бюджету, за той же період зібрала близько 8,8 млн візитів. Натомість приватний The Kyiv Independent отримав за цей час понад 18 млн візитів».

## Кошторис
Згідно із відповіддю ДП «МПІУ», станом на 15 вересня 2023 року, сума договорів щодо проєкту The Gaze, укладених у 2022-2023 роках, становить 60 058 300,60 грн, з них: за 2022 рік — 10 040 000 грн, за 2023 рік — 50 018 300,60 грн. Виплачено 41  684 080,60 грн., з них у 2022 році — 10 040 000 грн.
Також, за розрахунками журналістів, на 1 коротку новину витрачається в середньому 4000 гривень, за велику аналітичну статтю — 8500. ДП «МПІУ» уточнили, що у цю суму входить не тільки написання тексту, а увесь виробничий процес у вигляді моніторингу, формування та затвердження тем, написання матеріалів, редагування, коректура, оформлення, переклад та адміністрування розміщення контенту.
Розслідувачі NGL.media оголосили, що наступні компанії отримували гроші за послуги із забезпечення виробництва наповнення ЗМІ:
| Підприємство/мець  | Зароблені гроші, млн грн |
| ------------------ | ------------------------ |
| ТОВ «Маркер Медіа» | 26,3                     |
| Максим Круль       | 4,4                      |
| Дмитро Кіселевич   | 2,6                      |
| ІП «1+1 Продакшн»  | 1,6                      |
| Усього             | 34,9                     |

| Підприємство/мець                     | Зароблені гроші, млн грн |
| ------------------------------------- | ------------------------ |
| ТОВ «Імажинаріум»                     | 5,3                      |
| Алєся Шторгін                         | 5,3                      |
| Аналітичний центр «Об'єднана Україна» | 0,4                      |
| Усього                                | 11                       |

| Підприємство                              | Зароблені гроші, млн грн |
| ----------------------------------------- | ------------------------ |
| ТОВ «Комп'ютерні інформаційні технології» | 11,6                     |

### Виноски
1. ↑  ІП — Іноземне підприємство
2. ↑  Більш відомі як Kitsoft